# Дингельштедт, Николай Фёдорович фон (драматург)
Николай Фёдорович фон Дингельштедт (нем. Nikolai Fedorovich von Dingelstedt; 30 сентября [12 октября] 1852, Санкт-Петербург — 1916, Петроград) — российский литератор, потомственный дворянин Санкт-Петербургской губернии.

## Биография
Родился 30 сентября (12 октября) 1852 года в семье Фёдора Фёдоровича фон Дингельштедта (07.01.1828—25.03.1907, Павловск); мать — Елена Ивановна, урождённая Черкасова (ок. 1850 — 26.09.1914).
Окончил военное училище и в 1872 году в чине прапорщика был зачислен в лейб-гвардии Московский полк. Участвовал в русско-турецкой войне, в 1877 году получил тяжёлое ранение. В 1884 году в чине капитана вышел в отставку.
Жил в Санкт-Петербурге (улица Знаменская, 12). Занимался журналистикой и литературным творчеством, создав ряд поэтических, прозаических и драматических произведений, особой популярностью среди которых пользовалась драматическая феерия в 5 действиях и 10 картинах «Ночь накануне Ивана Купалы» по повести Н. В. Гоголя «Страшная месть». С 1891 года публиковал прозу, используя одиннадцать псевдонимов. С 1900-х годов написал ряд произведений в стиле ужасов, опубликовав их в сборниках «Вероятное в фантазии» (1900) и «Привидение в корпусе» (1902). В 1907 году обратился к жанру научной фантастики, опубликовав в сборнике «Причуды жизни» пару рассказов в стилистике Герберта Уэллса, а в 1908 году — оригинальную фантастическую драму «Сын ведьмы (Демонио)».
Был редактором еженедельного журнала «Простак».
Скончался после 1916 года в Петрограде.

## Семья
Женился 8 января 1889 года на дочери действительного статского советника Mарии Фёдоровне Кейзер фон Нилькгейм. Их дети:
- Фёдор (25.11.1890—1943) — деятель революционного движения, членом РСДРП с 1910 года, большевик, участник Февральской революции 1917 года. Много раз арестовывался ОГПУ, неоднократно был в ссылках и умер в Темлаге.
- Николай (17.04.1893 — 01.12.1937) горный инженер, геолог, член ВКП(б), следователь ПетроЧК, преподаватель; арестован и расстрелян[5].